# 81号美国国道
81号美国国道（英語：U.S. Route 81）是一条南北方向的美国国道。该公路连接了达拉斯沃斯堡和北达科他州彭比纳，全长1,220英里。